# Laubenbach (Gemeinde St. Pantaleon)
Laubenbach ist eine Ortschaft (Rotte) in der Gemeinde St. Pantaleon im Bezirk Braunau am Inn in Oberösterreich.
Laubenbach hat rund 25 Einwohner (Statistik von 2001). Es liegt bei der Laubenbacher Landesstraße (L1016) zwischen den Ortschaften St. Pantaleon und Loidersdorf. Von Laubenbach führt die Helmberger Straße nach Helmberg in der Gemeinde Sankt Georgen bei Salzburg im benachbarten Flachgau. Es führt auch eine Gemeindestraße nach Seeleiten.
Der historische Kern von Laubenbach besteht aus vier Gehöften. In Dokumenten aus den Jahren 1259 und 1260 werden bereits zwei halbe Höfe zu Laubenpach erwähnt.

## Einwohnerentwicklung
1934 hatte die Ortschaft laut Volkszählung 33 Einwohner, 1976 dann 27 Einwohner und 2001 25 Einwohner.